# Apfeltragender Salbei
Der Apfeltragende Salbei (Salvia pomifera, Syn.: Salvia calycina), auch Apfel-Salbei und Kreta-Salbei genannt, ist eine Pflanzenart aus der Gattung Salbei (Salvia) in der Familie der Lippenblütler (Lamiaceae). Der aromatisch duftende Strauch wird als Heil- und Gewürzpflanze und selten auch als Zierpflanze verwendet. Er ist im südlichen Griechenland und der westlichen Türkei beheimatet. In Mitteleuropa ist er nur bedingt winterhart.

## Beschreibung

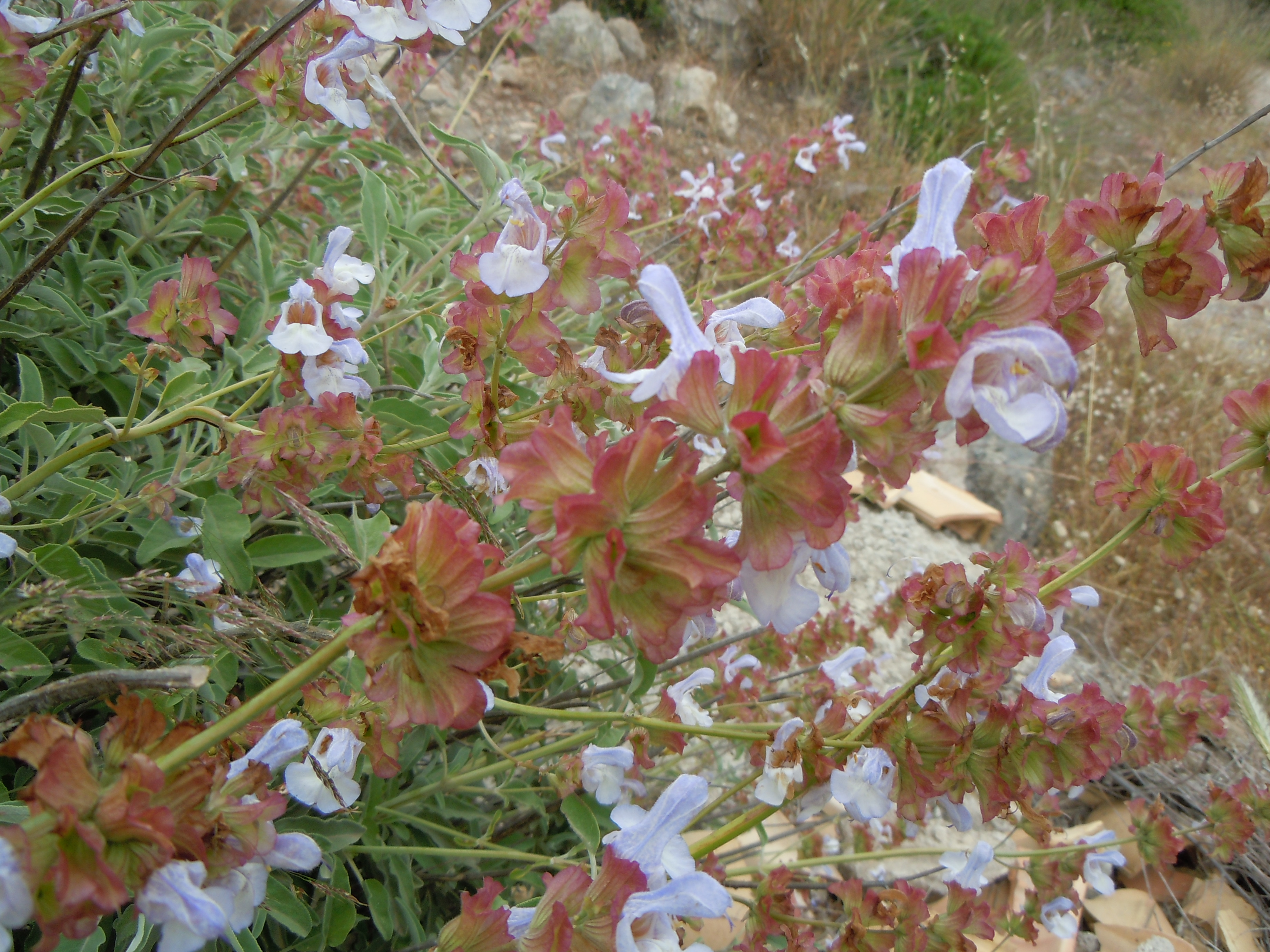
Verblühender Blütenstand des Apfeltragenden Salbeis

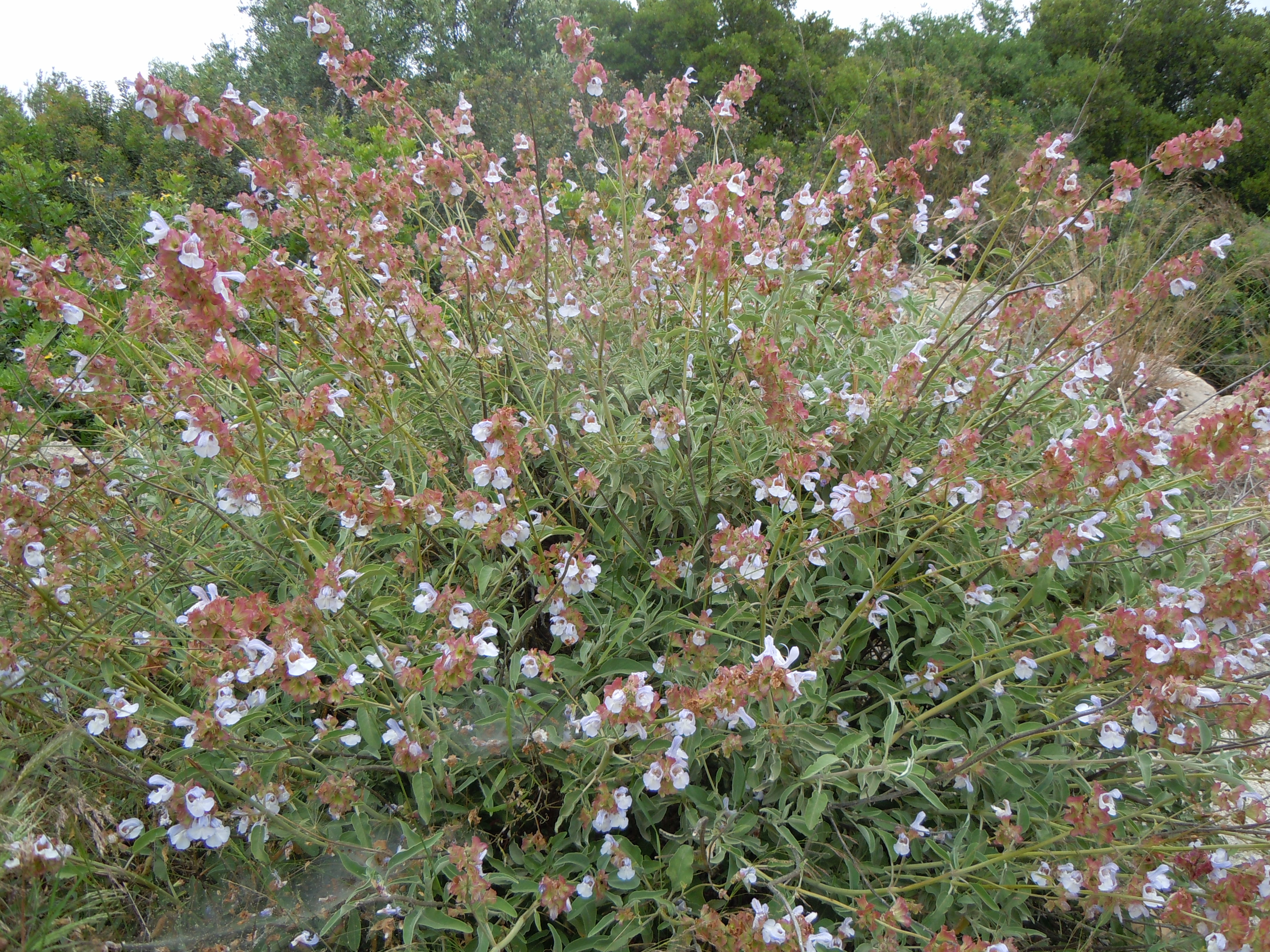
Habitus des Apfeltragenden Salbeis

### Vegetative Merkmale
Der Apfeltragende Salbei ist ein aromatisch duftender, stark verzweigter, immergrüner Strauch, der am Naturstandort eine Höhe von 120 Zentimeter erreicht. Die aufrechten Stängel sind graufilzig behaart. Die kreuzgegenständig angeordneten, gestielten, einfachen, samtig graugrünen, bis 8 Zentimeter langen Laubblätter sind je nach Unterart lanzettlich oder länglich eiförmig mit gleichmäßig gekerbtem Rand, runzeliger Oberseite und filziger Unterseite. Ähnlich wie beim Griechischen Salbei variieren die Blattformen in Abhängigkeit von der geographischen Region.

### Generative Merkmale
Der end- oder achselständige Blütenstand ist eine aufrechte Traube mit Scheinquirlen von jeweils 2 bis 4 Blüten. Die zygomorphe Blütenkrone ist etwa 35 Millimeter lang mit gerader, blauvioletter oberer Kronlippe und blasserer unterer Kronlippe. Die Blütenaußenseite ist mir drüsigen und drüsenlosen Haaren besetzt. Die Blütezeit am Naturstandort ist von Mai bis Juli. Die Tragblätter sind länger als der Kelch, fallen aber bis zur Blütezeit ab. Der rötlich purpurn überlaufene, pergamentartige, glockige Blütenkelch ist zunächst 10 bis 12 Millimeter lang, sehr breit und stumpf mit aufgesetztem Spitzchen. Der Kelch vergrößert sich stark während der Fruchtreife, so dass er oft unter dem Druck der Nachbarkelche zusammengedrückt wird und mit den anderen Kelchen einen auffällig keulenförmigen Fruchtstand bildet. Es werden kleine, schwarze Klausenfrüchte gebildet.

### Chromosomensatz
Die Chromosomenzahl beträgt 2n = 14.

## Ökologie
Blütenökologisch besitzt der Apfeltragende Salbei vormännliche „eigentliche Lippenblumen“, die Nektar und Pollen anbieten. Als Bestäuber dienen vor allem Bienen. An Naturstandorten befallen Gallwespen junge Zweige und verursachen halbdurchsichtige, fleischige Galläpfel.

## Vorkommen
Der Apfeltragende Salbei ist im südlichen Griechenland einschließlich Kreta und der anderen Ägäischen Inseln und in der westlichen türkischen Ägäisregion an Klippen und Berghängen bis in Höhenlagen von 800 Metern beheimatet. Die Art besiedelt sonnige, eher magere, steinige Standorte der Garigue, lichte Wälder und Straßenränder auf kalkreichen Böden.

## Verwendung
Der Apfeltragende Salbei ist eine Heil- und Gewürzpflanze, die anstelle des Echten Salbeis verwendet werden kann. Frische und getrocknete Blätter können bei der Zubereitung von Speisen mitgegart und ausgebacken werden. Verbreitet ist die Nutzung der Blätter für Kräutertees, beispielsweise zusammen mit Blättern des Griechischen Salbeis als stark duftender Kräutertee faskómelo in Griechenland. Die Gallen werden zur Konservierung eingelegt und gelten als Delikatesse. Durch Kristallisieren in Zucker werden aus den Gallen Arzneibonbons hergestellt, die einen angenehmen sowie adstringierenden Geschmack besitzen. Die getrockneten Blätter werden ähnlich wie die Blätter des Echten Salbeis in der Volksmedizin eingesetzt und sollen sogar eine stärkere Wirkung besitzen. Das Ätherische Öl des Apfeltragenden Salbeis enthält bis 9,5 % Cineol (Eucalyptol), bis 4 % Campher und 59–83 % giftiges Thujon.
Trotz seines aromatischen Duftes und seiner Toleranz gegenüber Trockenheit wird der Apfeltragende Salbei bisher nur selten als Zierpflanze genutzt. Er kann beispielsweise in Kräutergärten sowie in Steinanlagen und Felssteppen mit trockenem Boden gepflanzt werden und passt gut zu Rosmarin, Zistrosen und Brandkräutern. Die Pflanze gilt als bedingt winterhart bis −9 °C (Zone 8b) und reagiert empfindlich auf Winternässe.

## Systematik
Die Erstveröffentlichung von Salvia pomifera erfolgte 1753 durch Carl von Linné in Species Plantarum, S. 24.
Der artspezifische Namensteil pomifera bedeutet „obsttragend, obstreich“ und spielt hier auf die häufig vorhandenen apfelförmigen Gallen an.
Synonyme sind: Salvia calycina Sm., Salvia fragifera Etl., Salvia frugifera Benth.. Zwei Unterarten kommen in der westlichen Türkei und in Griechenland inklusive Kreta vor:
- Salvia pomifera subsp. calycina (Sm.) Hayek: Sie kommt von Griechenland bis zur westlichen Türkei vor und besitzt breit eiförmige, flache Blätter mit abgerundetem bis herzförmigem Blattgrund.[1]
- Salvia pomifera subsp. pomifera: Sie kommt im südlichen Griechenland und auf Kreta vor und besitzt längliche, furchig-gewellte, keilförmige Blätter.[1]